# Lullabies of Birdland
Lullabies of Birdland è il terzo album della cantante jazz Ella Fitzgerald, pubblicato dalla Decca nel 1955.

## Descrizione
L'album è composto da undici brani e vede la partecipazione di diversi musicisti e orchestre.

## Tracce
Lato A
1. Lullaby of Birdland – 2:51 (testo: George David Weiss – musica: George Shearing)
2. Rough Ridin' – 3:14 (Ella Fitzgerald, Hank Jones, Bill Tennyson)
3. Angel Eyes – 2:54 (Earl Brent, Matt Dennis)
4. Smooth Sailing – 3:06 (Arnett Cobb)
5. Oh, Lady Be Good! – 3:08 (George Gershwin, Ira Gershwin)
6. Later – 2:32 (Tiny Bradshaw, Henry Glover)

Lato B
1. Ella Hums the Blues (From Pete Kelly's Blues) – 5:13 (Fitzgerald)
2. How High the Moon – 3:15 (Nancy Hamilton, Morgan Lewis)
3. Basin Street Blues – 3:07 (Spencer Williams)
4. Air Mail Special – 3:02 (Charlie Christian, Benny Goodman, Jimmy Mundy)
5. Flying Home – 2:27 (Goodman, Lionel Hampton, Sid Robin)

## Musicisti
- Ella Fitzgerald - voce
- Sy Oliver Orchestra - Tracce 1, 3, 4, 6 e 9 (registrate tra il 1949 e il 1954)
- Ray Brown Trio - Tracce 2 e 10 (registrate nel 1952)
- Bob Haggart Orchestra - Traccia 5 (registrata nel 1947)
- Don Abney (pianoforte), Joe Mondragon (basso), Larry Bunker (batteria) - Traccia 7 (registrata nel 1954)
- Ray Brown (basso), Leonard "Idrees Sulieman" Graham (tromba) - Traccia 8 (registrata nel 1947)
- Vic Schoen Orchestra - Traccia 11 (registrata nel 1945)